# Prostřední Poříčí
Pour les articles homonymes, voir Poříčí.
Prostřední Poříčí (en allemand : Mittel Porschitsch) est une commune du district de Blansko, dans la région de Moravie-du-Sud, en République tchèque. Sa population s'élevait à 281 habitants en 2020.

## Géographie
Prostřední Poříčí se trouve à 8 km au nord-nord-ouest de Kunštát, à 26 km au nord-nord-ouest de Blansko, à 43 km au nord-nord-ouest de Brno et à 159 km à l'est-sud-est de Prague.
La commune est limitée par Horní Poříčí au nord-ouest et au nord, par Študlov au nord, par Stvolová au nord-est, par Křetín à l'est au sud, et par Kněževes à l'ouest.

## Histoire
La première mention écrite de la localité date de 1629.